# Noyal-Muzillac
Noyal-Muzillac é uma comuna francesa na região administrativa da Bretanha, no departamento Morbihan. Estende-se por uma área de 49,05 km². Em 2010 a comuna tinha 2 572 habitantes (densidade: 52,4 hab./km²).